# Ahmad Hardianto
Ahmad Nur Hardianto (sinh ngày 8 tháng 3 năm 1995, ở Lamongan) là một cầu thủ bóng đá người Indonesia hiện tại thi đấu cho Arema FC ở Liga 1 ở vị trí Tiền đạo 

## Sự nghiệp quốc tế
Anh có màn ra mắt quốc tế cho đội tuyển quốc gia ngày 21 tháng 3 năm 2017, ghi 1 bàn vào lưới Myanmar.

### Bàn thắng quốc tế
Indonesia
| #  | Ngày                | Địa điểm                                 | Đối thủ | Tỉ số | Kết quả | Giải đấu |
| -- | ------------------- | ---------------------------------------- | ------- | ----- | ------- | -------- |
| 1. | 21 tháng 3 năm 2017 | Sân vận động Pakansari, Bogor, Indonesia | Myanmar | 1–0   | 1–3     | Giao hữu |